# Kelenföld-centrale
De Kelenföld-centrale is een voormalige elektriciteitscentrale in Boedapest gelegen aan de oever van de Donau. Toen de centrale in 1914 werd geopend was het een van de meest geavanceerde elektriciteitscentrales van Europa. De centrale, die in 2007 werd gesloten, behoort tot het industrieel erfgoed van Hongarije. Sindsdien is het een toeristische trekpleister, vooral vanwege het in art-deco-stijl uitgevoerde glazen plafond van de regelkamer die tussen 1927 en 1929 werd gebouwd.

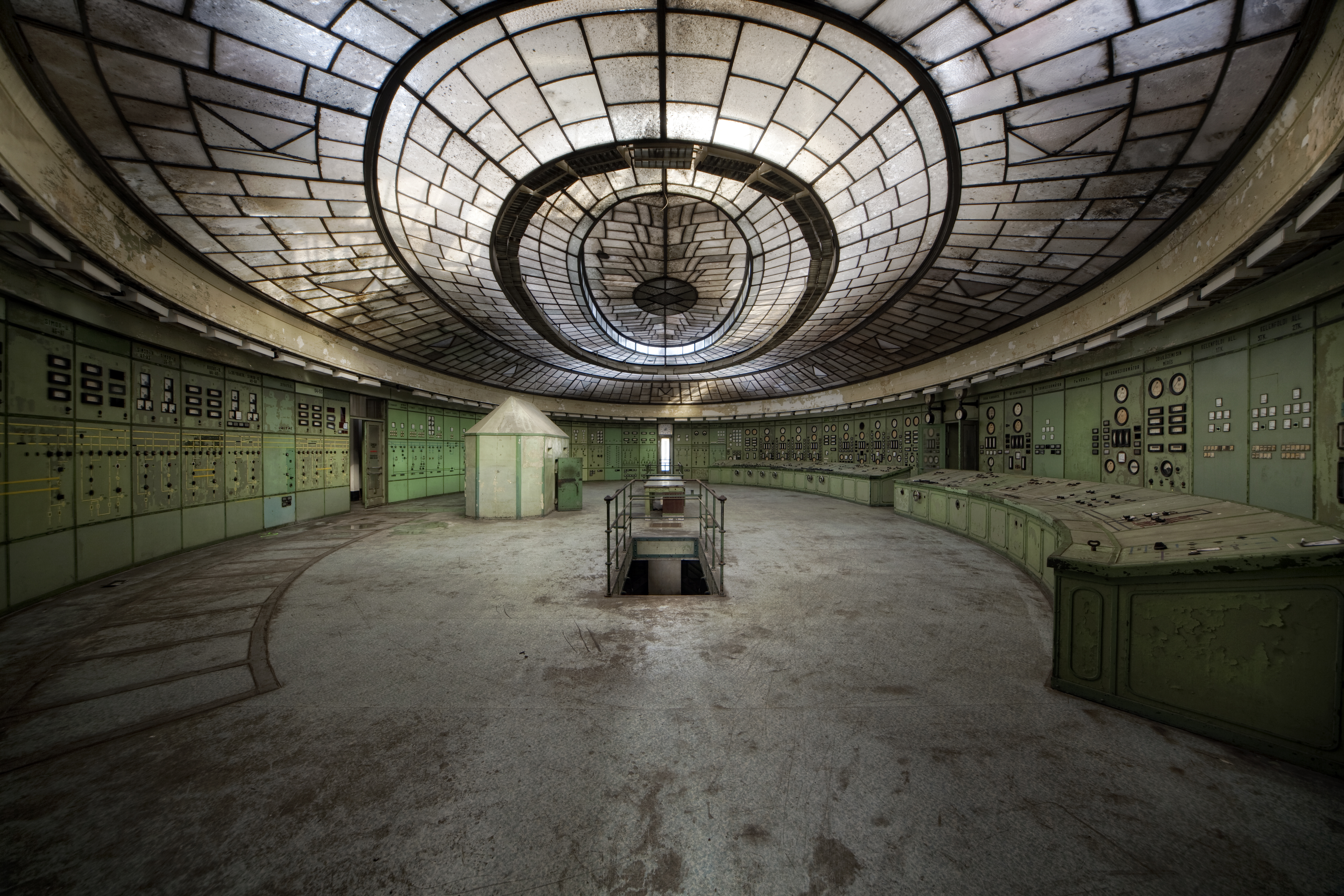
Glazen plafond in art-deco-stijl

## Schuilplaatsen
Omdat tijdens de Tweede Wereldoorlog de centrale en dan met name het glazen plafond een eenvoudig doelwit zou zijn van geallieerde luchtaanvallen werd voor het aanwezig personeel in de regelkamer een betonnen schuilplaats gebouwd die sindsdien nog prominent aanwezig is. Ook in andere ruimtes van de centrale werden schuilplaatsen neergezet. De centrale overleefde de oorlog zonder schade.